# Akkadiske imperium
Det akkadiske imperium eller akkadiske rige var det første imperium i Mesopotamien efter den langlivede civilisation Sumer. Det akkadiske imperium var centreret i byen Akkad og dens omkringliggende region.
Imperiet forenede akkadisk- og sumerisktalende under én styre. Det akkadiske imperium udøvede indflydelse på tværs af Mesopotamien, Levanten og Anatolien og sendte militære ekspeditioner så langt sydpå som Dilmun og Magan (det moderne Saudi-Arabien, Bahrain og Oman) på den Arabiske Halvø.
Akkadernes efterkommere var babylonerne og assyrerne.
Akkadisk, der i dag er uddødt, var et semitisk sprog.